# ارت ویرهوتن
ارت ویرهوتن (هلندی: Aart Vierhouten؛ زادهٔ ۱۹ مارس ۱۹۷۰) دوچرخه‌سوار اهل هلند است.